# Włodawa (stacja kolejowa na Białorusi)

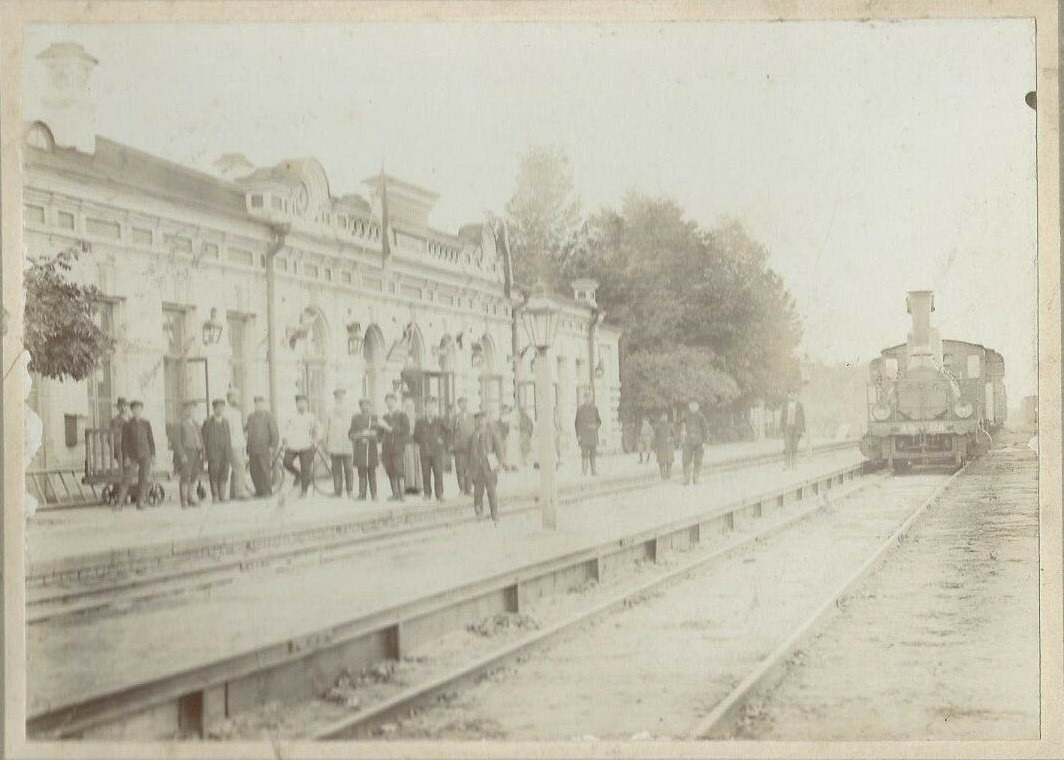
Stacja „Włodawa” w Tomaszówce (1903 r.)

Włodawa (Tomaszówka) (ros.: Влодава, Vlodava, biał. Уладава, Uładawa) – stacja kolejowa we wsi Tomaszówka w rejonie brzeskim obwodu brzeskiego na Białorusi. W czasie zaboru rosyjskiego i II Rzeczypospolitej powiązana komunikacyjnie i handlowo z oddaloną o 5 km Włodawą oraz terenami na zachód od Bugu.

## Historia
W 1887 r. rozpoczęto budowę połączenia Chełm – Brześć przez Włodawę jako odcinka państwowej Warszawsko-Terespolskiej Kolei Żelaznej. Połączenie to miało przede wszystkim znaczenie militarne, ponieważ łączyło carskie garnizony w obu miastach. W ramach inwestycji ułożono jeden tor linii oraz zbudowano mosty kolejowe na Uherce oraz na Bugu koło Włodawy (w kierunku Orchówka). Most włodawski miał trzy przęsła o łącznej długości 230 m. Od 1900 r. przy stacji istniała także nasączalnia podkładów kolejowych. 
W okresie międzywojennym ze stacji Włodawa (należącej do DOKP Wilno) kursowały dwa pociągi osobowo-towarowe dziennie do Lublina i do Lubomla przez Chełm. 
Kolejowy obrót towarowy obejmował głównie drewno (w różnej postaci).
3 września 1939 roku lotnictwo niemieckie zbombardowało mosty i stację kolejową we Włodawie. 
Zniszczenie mostów oraz zmiany granic po II wojnie światowej przerwały łączność między Włodawą a stacją kolejową Włodawa.

## Współczesność
Obecnie stacja kolejowa Włodawa jest stacją końcową na trasie z Brześcia – połączenie dwa razy dziennie.
Po polskiej stronie granicy znajduje się stacja o tej samej nazwie. Stacja ta nosiła nazwę Bug Włodawski i była stacją wsi Orchówek, położonej 3,5 km od Włodawy. W latach 1973–1992, kiedy Orchówek włączono do Włodawy, stacja ta faktycznie znajdowała się przez 20 lat w granicach miasta. Od 15 lipca 1992 znów jest poza granicami Włodawy, w usamodzielnionej wsi Orchówek.